# Каратаунас
Каратаунас (ісп. Carataunas) — муніципалітет в Іспанії, у складі автономної спільноти Андалусія, у провінції Гранада. Населення — 195 осіб (2010).
Муніципалітет розташований на відстані близько 390 км на південь від Мадрида, 33 км на південний схід від Гранади.
На території муніципалітету розташовані такі населені пункти: (дані про населення за 2010 рік)
- Лас-Каньядільяс: 8 осіб
- Каратаунас: 187 осіб

## Демографія
Динаміка населення (INE ):

## Галерея зображень

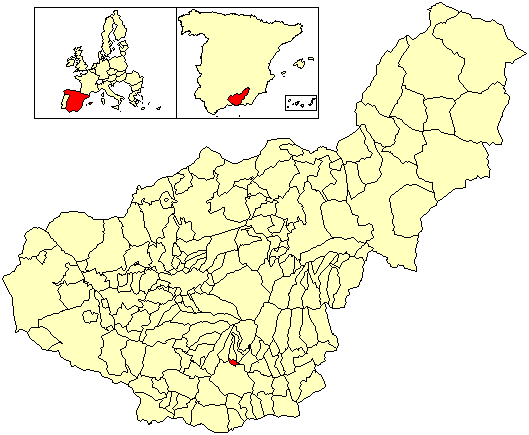
Розташування муніципалітету у провінції Гранада